# Gyöngyösoroszi
Gyöngyösoroszi is een plaats (község) en gemeente in het Hongaarse comitaat Heves. Gyöngyösoroszi telt 1543 inwoners (2007).